# Google Reader
Pour les articles homonymes, voir Reader.
Google Reader était un lecteur de flux d'informations au format RSS et Atom sur Internet. Créé par Google, il est mis à disposition du public le 7 octobre 2005 et passe en version stable le 17 septembre 2007. L'outil propose une interface proche de celle de Gmail. En 2013, il est un des agrégateurs web les plus populaires. 
Le 13 mars 2013, Google annonce la fermeture du service le 1er juillet 2013, dans le cadre d'une politique de nettoyage de leurs services,.

## Historique

### Contexte
La création de Google Reader s'inscrit dans le cadre du développement de deux formats de syndication, le RSS et l'Atom. Ce dernier est promu par Google pour obtenir un statut de technologie standard pour la publication en ligne, avec l'aide de compagnies comme Six Apart, IBM ou Macromedia. Quand Blogger associe à chaque blog un compte ATOM, la plateforme devient d'un seul coup la première source en ligne de publication dans ce format, contribuant par là à démocratiser l'abonnement aux sources de contenus via des agrégateurs.

### Création
Début 2001 Chris Wetherell, ingénieur logiciel, entend parler via le blog de Jason Kottke d'une startup baptisée Moreover, qui propose un répertoire de titres issus de centaines de sources d'information. En sus du portail HTML, des flux de syndication sont disponibles, notamment au format RSS. Wetherell commence alors un projet baptisé « JavaCollect », une bibliothèque Java qui récupère les flux RSS de Moreover et les propose côte à côte aux utilisateurs sur une page d'accueil. À l'époque, seule une petite liste de quelques sites dont le blog de Wetherell sont présents. Le site est utilisé par quelques amis de Wetherell, et sera particulièrement utile après les attentats du 11 septembre : alors que les sites d'informations sont saturés par les requêtes, les flux restent disponibles hors ligne sur le portail.
Par la suite Chris Wetherell est embauché par Google pour travailler sur Blogger, où la question de la syndication se pose de manière épineuse du fait qu'aucun standard ne parvient à émerger au sein des technologies en concurrence : RDF, Echo, Atom, RSS. En parallèle son portail continue de fonctionner et recueille des retours positifs des utilisateurs.
Un jour Jason Shellen, également employé chez Google, lui propose de construire un parser Atom en Javascript. Sur son site web personnel, Shellen avait deux types de contenus : les posts de blogs, et une série de petites mises à jour composées de textes courts, affichés sur la colonne de droite. Les statuts en questions étaient issus d'un fichier à part dans la configuration du blog, et placé dans un dossier différent. Shellen voulait le transformer en flux Atom ; c'est ce que Wetherell lui permet de faire, en créant un parser baptisé « Feedless ».
Ensemble ils vont ensuite l'améliorer en intégrant l'Universal Feed Parser. En essayant de résoudre un bug, Wetherell affiche les flux sur une page web et se rend compte de l'intérêt que pourrait avoir une interface web. Shellen ajoute à cela l'idée que l'élément individuel d'un flux devrait être central dans l'outil, pour être facilement partagé ou classé. La valeur qu'ils voient dans leur idée réside aussi dans la possibilité de créer une liste « Blogger Friends », qui permettrait de voir tous les posts issus des blogs d'amis, à la manière de ce que proposait LiveJournal à la même époque.
Le même jour, Wetherell déclare le projet sur ses 20 % de temps libre au sein de l'entreprise sous le nom « Fusion », avec la description d'objectifs suivante : « notre but est de construire un service web robuste et la meilleure interface utilisateur possible pour consulter ses abonnements. Nous créerons une API avec des états lu / non lu pour chaque post individuellement, sur la base des lectures des utilisateurs, et nous construirons notre lecteur de flux sur la base de cette API ». Plus simplement, leur vision du projet consiste à « devenir le meilleur service collaboratif et intelligent de distribution de contenus ». Un prototype est construit à base d'Apache, MySQL et PHP (via un LAMP fonctionnant sur Mac OS X Panther). Le projet est ensuite présenté aux équipes de Google, dont une partie travaille alors au lancement de iGoogle. L'idée convainc Ben Darnell, Laurence Gonsalves, et Mihai Parparita de rejoindre le projet.

### Lancement et évolutions
L'équipe sort une première version du produit le 7 octobre 2005, sous le nom de Google Reader ; dans un premier temps elle n'est ouverte qu'à 100 000 utilisateurs. Parmi les fonctionnalités, on peut noter un onglet « People » qui indique ce que les autres utilisateurs inscrits sont en train de lire. Les premières expériences d'intégration de l'audio, de la vidéo et des photos commencent. Reader sert de solution backend pour le lecteur de iGoogle, via un gadget intégré.
Le 1er septembre 2006, Reader annonce une refonte de son design et de nouvelles fonctionnalités : décompte du nombre d'éléments non lus, possibilité de « tout marquer comme lu », navigation basée sur une arborescence par dossier, et une vue développée pour lire tous les éléments sans avoir à les ouvrir un par un. Les fonctions de partage sont aussi ajoutées.
À partir de 2006 les vidéos sont lisibles au sein de Reader, et à partir de 2007 les contenus issus de Google Video et Youtube sont spécifiquement pris en charge.
Le 17 septembre 2007 le manager du marketing produit, Kevin Systrom (futur fondateur d'Instagram), annonce que Google Reader sort de sa phase d'expérimentation au sein Google Labs.

### Fermeture
Le 13 mars 2013 Urs Hölzle, vice-président de l'infrastructure technique, annonce que Google Reader sera fermé le 1er juillet 2013. L'annonce est déplorée par de nombreux utilisateurs, et par plusieurs grands noms des startups internet et du domaine de l'information en ligne, notamment Jim Prosser de Twitter, Matt Haughey de MetaFilter, Ryan Block de Gdgt ou David Carr du New York Times. Peu de temps après l'annonce de la fermeture du service, plusieurs alternatives voient le jour ou annoncent des sorties de nouveaux produits pour s'implanter sur le vide que laisse Google dans le marché :
- Feedly annonce avoir préparé cet événement avec « Normandy », un clone de l'API de Google Reader qui sera opérant le jour de la fermeture du service[12]. Il permettra aux utilisateurs de Feedly de continuer à lire leurs flux sans interruption. Dans les 48h qui suivent l'annonce de Google, le service acquiert plus de 500 000 nouveaux utilisateurs issus de Reader sur sa plateforme[13].
- Digg annonce le lancement imminent d'un lecteur RSS de son cru[14], qui était prévu avant l'annonce mais que cette dernière fait passer au premier rang de ses priorités.

De plus une pétition en ligne est lancée le jour même, qui recueillait plus de 145 000 signatures le 27 mars.

## Particularités

### Interface
Le 28 septembre 2006 une série de révisions importantes sont apportées à l'interface du lecteur. Nick Baum, chef de l'équipe de "Google Reader", déclare que la conception de l'agrégateur offre de nouvelles fonctions que le grand public pourra apprécier, notamment :
- Une page d'accueil qui laisse voir de nouveaux items d'un coup d'œil ;
- Importation et exportation de listes d'abonnements au format OPML ;
- Raccourcis de clavier pour les fonctions principales ;
- Choix entre une liste ou des boîtes étendues pour consulter les abonnements (montrant juste le titre de l'item ou avec une description complète) ;
- Inscription automatique des articles comme étant lu (boîte étendue seulement) ;
- Recherche au sein des flux, à travers toutes les mises à jour des abonnements ;

### Organisation
Les utilisateurs peuvent souscrire à des flux, soit en utilisant la fonction de la recherche du lecteur de Google, ou en entrant l'URL exact du flux RSS ou Atom. Les abonnements mis à jour sont affichés dans le menu à gauche de l'écran ; on peut alors classer cette liste par la date ou la pertinence. Des items peuvent également être organisés avec des étiquettes, indiqués par des étoiles jaunes, facilitant le classement et l'accès.

### Partage
Les items dans Google Reader peuvent être partagés avec d'autres utilisateurs de l'Internet. Ceci peut être fait en envoyant un lien par courriel, dirigeant l'utilisateur vers l'item partagé ; ou les utilisateurs de Google Reader peuvent créer une page web de base et inclure tous les items de leur compte. En d'autres termes, les utilisateurs peuvent insérer un extrait de code de Javascript dans leur site web et partager une sélection d'items dans une boîte. D'autres peuvent alors souscrire à cette liste abrégée.

### Accès hors ligne
Google Reader est la première application web à se servir de Google Gears, une prolongation de navigateur qui permet d'utiliser des applications web hors-ligne. Les utilisateurs qui ont installé l'application peuvent télécharger jusqu'à 2000 items et les lire en différé. Après reconnexion, Google Reader met à jour les flux RSS.

### Accès mobile
Une interface pour permettre la mobilité a été lancée le 18 mai 2006. Elle peut être utilisée par les téléphones mobiles qui supportent le XHTML ou le WAP 2.0. 

### Page d'accueil personnalisée
Le 4 mai 2006, Google a lancé un nouveau dispositif qui permet aux flux de Google Reader d'apparaître sur la page personnalisée du moteur de recherche Google. Il offre la possibilité de naviguer facilement dans la liste des flux RSS auxquels l'utilisateur est abonné et il en donne la description sous forme de bulle.

### Intégration Firefox
Google Reader est inclus dans Mozilla Firefox 2.0 et peut automatiquement réorienter les utilisateurs à la page Add subscription (Ajouter un abonnement) pour ajouter un flux.

### Version Wii
Le 8 mai 2007, Google a créé une version spécialement formatée pour les navigateurs Internet Wii. Il peut être trouvé ici.

## Prérequis nécessaires
En plus d'avoir un compte Google, Reader a besoin d'équipement minimal pour fonctionner :
- Google Chrome
- Internet Explorer 6+
- Firefox 1.0+
- Safari 1.3+
- Netscape 7.2+
- Mozilla 1.7+
- Opera 9.0+

Dans tous les cas, le JavaScript doit être activé pour que Google Reader fonctionne.